# Santa Teresa di Riva

Ubicació de Santa Teresa di Riva dins de la província

Santa Teresa di Riva (sicilià Santa Tresa di Riva) és un municipi italià, dins de la ciutat metropolitana de Messina. L'any 2009 tenia 9.166 habitants. Limita amb els municipis de Casalvecchio Siculo, Furci Siculo, Sant'Alessio Siculo i Savoca.

## Administració
| Període | Identitat              | Partit        |
| ------- | ---------------------- | ------------- |
| 2007-   | Alberto Alfio Morabito | Llista cívica |